# Walentyna Janta-Połczyńska
Walentyna Janta-Połczyńska (z domu Stocker, ur. 1 lutego 1913 we Lwowie, zm. 2 kwietnia 2020 w Nowym Jorku) – polska działaczka emigracyjna, tłumaczka, sekretarka Władysława Sikorskiego, spikerka radia „Świt”.

## Życiorys

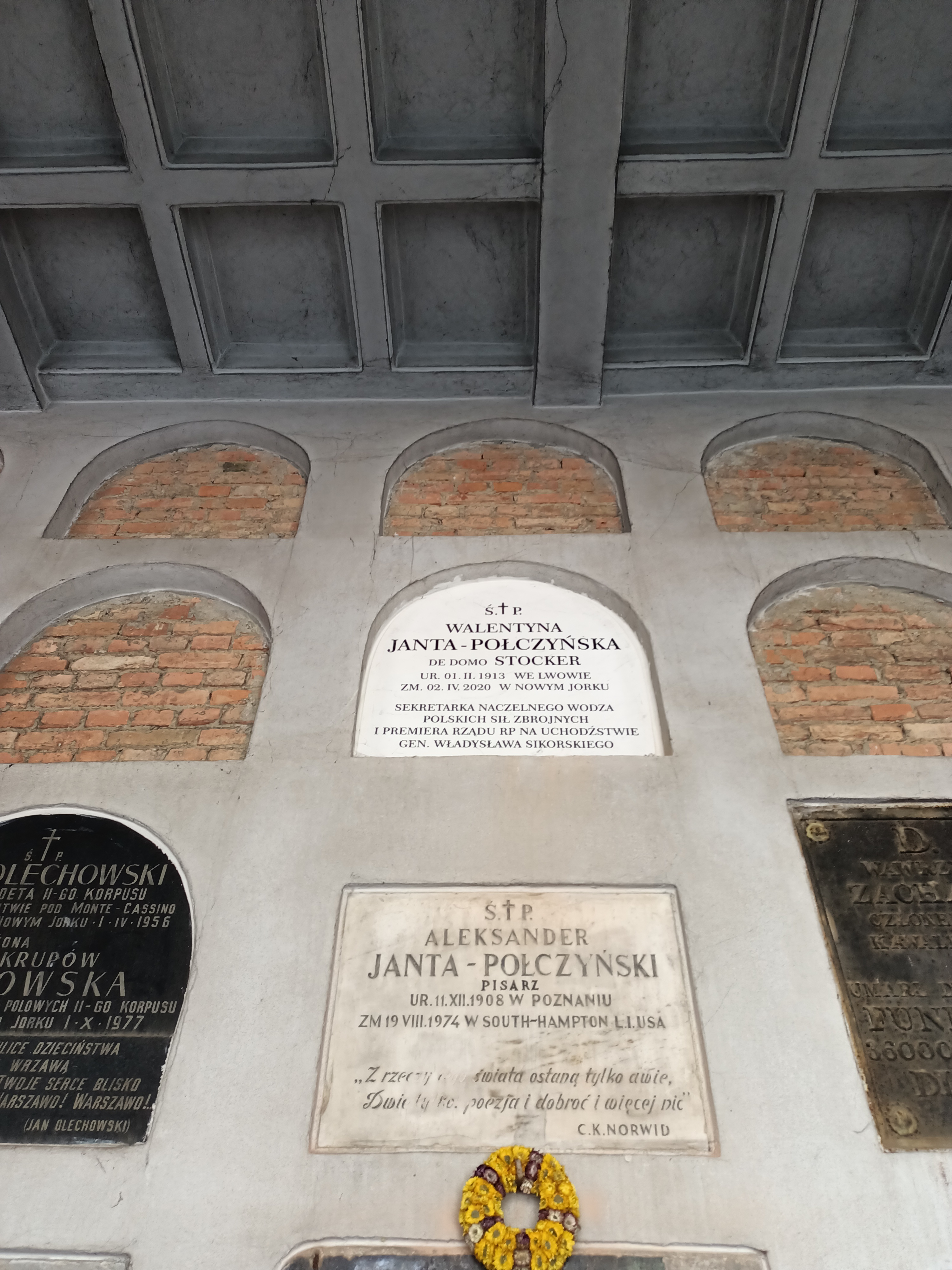
Groby Aleksandra Janta-Połczyńskiego i jego żony Walentyny Janta-Połczyńskiej w katakumbach cmentarza Powązkowskiego

Przyszła na świat we Lwowie. Jej rodzicami byli pracownik sektora górniczego Ludwik Stocker (o korzeniach angielskich) i Karolina Kochanowska. Miała brata Andrzeja i siostrę Krystynę. Ukończyła gimnazjum w Krośnie. W 1938 wyjechała do Londynu, w celu podniesienia znajomości języka angielskiego i zdobycia praktyki jako sekretarka. Wyszła za mąż za Wilhelma Pacewicza.
1 września 1939 rozpoczęła pracę w polskiej ambasadzie w Londynie. W lipcu 1940 została osobistą sekretarką premiera Władysława Sikorskiego. Pełniła rolę tłumaczki podczas spotkań z brytyjskimi politykami. Pod koniec 1942 rozpoczęła pracę w rozgłośni Świt, mającej siedzibę w Bletchley i nadającej swoje audycje do okupowanej Polski. Przygotowywała tłumaczenia raportów Jana Karskiego. Była też sekretarką generała Władysława Andersa podczas jego pobytu w Londynie. W lipcu 1943 uczestniczyła w organizacji pogrzebu generała Sikorskiego.
W 1945, po zakończeniu działań wojennych, wyjechała do Frankfurtu, gdzie pracowała jako tłumaczka, organizując pomoc dla polskich jeńców wojennych i więźniów obozów koncentracyjnych. W 1946 razem ze swoją matką wyjechała do Stanów Zjednoczonych i osiadła w Buffalo. Poślubiła Aleksandra Janta-Połczyńskiego w 1949. Małżeństwo osiadło w Elmhurst. Oboje założyli polską księgarnię, która stała się centrum spotkań polskiej emigracji w Nowym Jorku. W latach 1955–1958 pracowała w irackiej misji Narodów Zjednoczonych w Nowym Jorku. Była aktywna w takich instytucjach jak Fundacja Kościuszkowska i Instytut Józefa Piłsudskiego w Ameryce. W latach 1959–1961 organizowała powrót polskich skarbów kultury (w tym z zamku na Wawelu) z Kanady do Polski. Owdowiała w 1974. W latach dziewięćdziesiątych przekazała większość swojej kolekcji (starodruki, rękopisy, materiały historyczne) do Biblioteki Narodowej w Warszawie.
Pochowana u boku męża w katakumbach Cmentarza Powązkowskiego w Warszawie.

## Odznaczenia
- Krzyż Oficerski Orderu Zasługi Rzeczypospolitej Polskiej (2013)[8]
- Nagroda Orła Jana Karskiego (2016)[5]

## Upamiętnienie
W 2021 imieniem Walentyny i Aleksandra Janta-Połczyńskich nazwano skrzyżowanie w nowojorskiej dzielnicy Queens.